# Техасская резня бензопилой (франшиза)

Обложка двухдискового издания ремейка и приквела

«Техасская резня бензопилой» (англ. Texas Chainsaw Massacre) — американский многосерийный слэшер. В центре сюжета каждого фильма — противостояние группы молодых людей маньяку-убийце по прозвищу Кожаное лицо и его семье каннибалов. Образ Кожаного лица и сюжет первого фильма были частично основаны на убийствах маньяка Эда Гина.

## Фильмы
| Фильм                                         | Дата выхода        | Режиссёр                         | Сценарий                    | Продюсеры                                                              |
| Классическая серия                            | Классическая серия | Классическая серия               | Классическая серия          | Классическая серия                                                     |
| --------------------------------------------- | ------------------ | -------------------------------- | --------------------------- | ---------------------------------------------------------------------- |
| Техасская резня бензопилой                    | 11 октября 1974    | Тоуб Хупер                       | Ким Хенкель и Тоуб Хупер    | Ким Хенкел и Тоуб Хупер                                                |
| Техасская резня бензопилой 2                  | 22 августа 1986    | Тоуб Хупер                       | Л. М. Кит Карсон            | Менахем Голан и Йорам Глобус                                           |
| Кожаное лицо: Техасская резня бензопилой 3    | 12 января 1990     | Джефф Барр                       | Дэвид Шоу                   | Роберт Энглман                                                         |
| Техасская резня бензопилой 4: Новое поколение | 22 сентября 1995   | Ким Хенкел                       | Ким Хенкел                  | Роберт Кан и Ким Хенкел                                                |
| Техасская резня бензопилой 3D                 | 4 января 2013      | Джон Льюсенхоп                   | Адам Маркуси Дебра Салливан | Марк Барг и Карл Массоконе                                             |
| Техасская резня бензопилой: Кожаное лицо      | 21 сентября 2017   | Жюльен Мори и Александр Бустильо | Сет М. Шервуд               | Криста Кэмпбелл, Лати Гробман, Карл Массоконе и Лес Уэлдон             |
| Техасская резня бензопилой                    | 18 февраля 2022    | Дэвид Блу Гарсиа                 | Крис Томас Дэвлин           | Феде Альварес, Родольфо Саягес, Ким Хенкел, Йен Хенкел, Пэт Кэссиди    |
| Ремейк                                        |                    |                                  |                             |                                                                        |
| Техасская резня бензопилой                    | 17 октября 2003    | Маркус Ниспель                   | Скотт Косар                 | Майкл Бэй, Майк Флисс, Ким Хенкел и Тоуб Хупер                         |
| Техасская резня бензопилой: Начало            | 6 октября 2006     | Джонатан Либесман                | Шелдон Тёрнер               | Майкл Бэй, Майк Флисс, Ким Хенкел,Тоуб Хупер, Брэд Фуллер и Эндрю Форм |

### Классическая серия
Хотя многие утверждают, что фильм «Техасская резня бензопилой» был основан на реальных событиях, вернее будет сказать, что образ маньяка Кожаное лицо создан на основе существовавшего человека — Эда Гина. В фильме рассказывается о девушке по имени Салли Хардести и её друзьях, отправившихся в путешествие на фургончике на кладбище в Техасе, к могиле её деда, чтобы проверить, цела ли она после вандальских выходок местных хулиганов. Вместе с братом Фрэнклином и остальными, Салли решает навестить заброшенную ферму, где когда-то жил их дедушка, не подозревая, что недалеко находятся владения семейки каннибалов, работающих на местной скотобойне. И самый жуткий из этой семейки — маньяк по прозвищу Кожаное лицо открывает охоту на Салли и её друзей…
В продолжении под названием «Техасская резня бензопилой 2» главной героиней становится молодая ведущая радио-шоу, во время эфира которой было совершено кровавое убийство: двое молодых людей, путешествующих по Техасу, решают пошутить и звонят на это самое шоу, но в это время Кожаное лицо нападает на них, жестоко убивая молодых людей. В эфире лишь слышится жужжание бензопилы… Некоторое время спустя, местный шериф, лейтенант Энрайт обращается к девушке за помощью в поимке зловещего убийцы.
В фильме «Кожаное лицо: Техасская резня бензопилой 3» молодая пара, Мишель и Райан, перегоняет машину через Техас, и по совету обворожительного ковбоя Текса решают ради экономии времени поехать по новой дороге, которую ещё даже не нанесли на карту. Откуда же им было знать, что Текс — выходец из семьи каннибалов, а эта дорога приведёт их прямо в самое логово преступников-психопатов, которых разыскивает весь Техас! В роли Текса — знаменитый актёр Вигго Мортенсен.
Четвёртая часть под названием «Техасская резня бензопилой 4: Новое поколение» мало чем отличается от предыдущих. Рене Зеллвегер в роли главной героини и Мэттью Макконахи в роли психопата-каннибала. Критики сходятся во мнении, что эта часть заслуженно забыта. На выпускном балу подруга героини Зеллвегер застаёт своего парня с другой и в слезах покидает школу. Юноша устремляется за ней. Так они проезжают большое расстояние на машине, не заметив, что на заднем сиденье спрятались их друзья. По всем законам жанра, машина глохнет вдалеке от цивилизации.
Пятая часть — «Техасская резня бензопилой 3D», который является прямым продолжением первого фильма Хупера, игнорируя события ремейков. Картина рассказывает о молодой девушке по имени Хизер, которая поехала вместе с друзьями в Техас, чтобы получить наследство от недавно скончавшейся бабушки, о которой она никогда не слышала. В итоге, Хизер узнаёт, что является родственницей семьи Сойер, которых убили местные жители вскоре после событий фильма 1974 года. Также она встречает своего двоюродного брата — выжившего маньяка по прозвищу Кожаное лицо.
Шестая часть — «Техасская резня бензопилой: Кожаное лицо», является приквелом оригинального фильма 1974 года. События фильма повествуют о четырёх молодых людях, сбежавших из психиатрической больницы вместе с похищенной медсестрой. Один из сбежавших становится жестоким маньяком по имени «Кожаное лицо».

### Невыпущенный фильм
В 1998 году начались съёмки фильма «Американская резня» (англ. All American Massacre) — проект должен был стать прямым продолжением картины «Техасская резня бензопилой 2». Изначально это был короткометражный проект на 15 минут, но он разросся до 60-ти минут. Режиссёром картины выступил Уильям Хупер, сын Тоба Хупера. Билл Моусли вновь сыграл «Чоп-Топа» Сойера, выжившего после событий второй части и попавшего в психиатрическую лечебницу. Был выпущен трейлер картины, однако сам фильм так никогда и не был издан.

### Ремейк
Картина «Техасская резня бензопилой» 2003 года является официальным ремейком фильма 1974 года. Действие происходит 18 августа 1973 года, пятеро молодых людей едут через Техас из Мексики. По дороге они чуть не сбивают молодую девушку. Ребята сажают её к себе в машину, желая помочь, однако слишком поздно — девушка совершает самоубийство прямо на заднем сиденье фургона на глазах у изумлённых ребят-путешественников. Друзья пытаются найти местного шерифа, но он сам не торопится помочь попавшим в беду. Герои не знают, что шериф и его семья — единственные обитатели округа — настоящие маньяки-каннибалы.
Через несколько лет — в 2006 году — выходит продолжение ремейка, но являющееся его приквелом, фильм под названием «Техасская резня бензопилой: Начало». События разворачиваются в 1969 году: двое братьев и их подружки едут через Техас, чтобы вскоре отправиться на войну во Вьетнам. Однако их патриотическим стремлениям не суждено сбыться — по дороге ребята сталкиваются с шерифом Хойтом и его семейством-каннибалов, жертв для которых ищет маньяк Кожаное лицо, который беспощадно убьёт одного за другим.

### Будущее
После выхода приквела 2017 года продюсеры получили право сделать ещё пять фильмов о Техасской резне бензопилой. В апреле 2015 года продюсер Криста Кэмпбелл заявила, что судьба возможных фильмов во многом будет зависеть от кассовых сборов и предполагаемой реакции фанатов относительно приквела 2017 года. Кэмпбелл уточнила в декабре 2017 года, что Lionsgate и Millennium Films потеряли права на франшизу из-за времени, которое потребовалось для его выпуска.
24 августа 2018 года Legendary Pictures приобрела права на франшизу и начала разработку нового фильма и телесериала. В следующем году 19 сентября выяснилось, что Феде Альварез продюсирует следующий фильм. В ноябре 2019 года Deadline сообщил, что Крис Томас Девлин напишет сценарий перезапуску.
В феврале 2020 года Райан Тохилл и Энди Тохилл были наняты режиссёрами для следующего фильма. В центре сюжета — Кожаное лицо, которому сейчас 60 лет. История будет вращаться вокруг Мелоди и Дримы. Мелоди — «25-летняя жительница Сан-Франциско, которая тащит свою младшую сестру-подростка с собой в командировку в Техас, опасаясь оставить её одну в городе». Дрима — фотограф-любитель в инвалидной коляске. 24 августа 2020 года братья Тохиллы были уволены на неделю после начала съёмок и были заменены Дэвидом Блу Гарсиа.
15 апреля 2021 стал известно название фильма — «Техасская резня бензопилой», которому присвоили рейтинг «R». Марк Бёрнэм сыграет Кожаное лицо, заменив скончавшегося в 2015 году Гуннара Хансена, а актриса Ольвен Фуэре сыграет Салли Хардести, заменив Марилен Бёрнс. Также в фильме сыграют Джейкоб Латимор, Нелл Хадсон, Джессика Аллейн, Сэм Даглас, Уилльям Хоуп и Джолион Кой. В августе 2021 было объявлено, что фильмы выйдет сразу на платформе Netflix..

### Кассовые сборы
В сравнении с другими знаменитым сериями фильмов ужасов — «Кошмар на улице Вязов», «Детские игры», «Пятница, 13», «Хэллоуин», фильмы о Ганнибале Лектере, «Психо», «Пила» и «Крик» — с учётом инфляции 2011 года франшиза стала 8-й самой кассовой в США в своём жанре, собрав $304,6 млн, обогнав лишь серию «Детские игры» с её $203 млн. Список возглавляет «Пятница, 13» ($687,1 млн), затем следуют «Кошмар на улице Вязов» ($592,8 млн), фильмы о докторе Лектере ($588,7 млн), «Хэллоуин» ($557,5 млн), «Пила» ($457,4 млн), «Крик» ($442.9 млн) и «Психо» ($376,3 млн).
| Фильм                                         | Дата выхода      | Бюджет          | Кассовые сборы | Кассовые сборы | Кассовые сборы | Примечания |
| Фильм                                         | Дата выхода      | Бюджет          | США            | За рубежом     | Мировые        | Примечания |
| --------------------------------------------- | ---------------- | --------------- | -------------- | -------------- | -------------- | ---------- |
| Техасская резня бензопилой                    | 11 октября 1974  | $80,000-140,000 | $30 859 000    | н/д            | $30 859 000    | [ 40 ]     |
| Техасская резня бензопилой 2                  | 22 августа 1986  | $4 700 000      | $8 025 872     | н/д            | $8 025 872     | [ 41 ]     |
| Кожаное лицо: Техасская резня бензопилой 3    | 12 января 1990   | $2,000,000      | $5 765 562     | н/д            | $5 765 562     | [ 42 ]     |
| Техасская резня бензопилой 4: Новое поколение | 22 сентября 1995 | $600,000        | $185 898       | н/д            | $185 898       | [ 43 ]     |
| Техасская резня бензопилой (2003)             | 17 октября 2003  | $9 500 000      | $80 571 655    | $26 500 000    | $107 071 655   | [ 44 ]     |
| Техасская резня бензопилой: Начало            | 6 октября 2006   | $16 000 000     | $39 517 763    | $12 246 643    | $51 764 406    | [ 45 ]     |
| Техасская резня бензопилой 3D                 | 4 января 2013    | $20 000 000     | $34 341 945    | $12 900 000    | $47 241 945    | [ 46 ]     |
| Техасская резня бензопилой: Кожаное лицо      | 21 сентября 2017 | н/д             | н/д            | $1,476,843     | $1,476,843     | [ 47 ]     |
| Общие сборы                                   | Общие сборы      | $50 340 000     | $199 267 695   | $53,123,486    | $252,391,201   | [ 31 ]     |

## Комиксы

### Northstar
В 1991 году по мотивам фильма «Кожаное лицо: Техасская резня бензопилой 3» издательство «Northstar» выпускает серию из 4 частей под названием «Кожаное лицо» (англ. Leatherface). Сюжет Морта Касла (англ. Mort Castle) основан на сценарии третьей картины, хотя есть некоторые различия, в частности более кровавые сцены, от которых отказались на стадии съёмок или при монтаже: «Едва ли можно сказать, что эта серия — адаптация третьего фильма. Я работал с оригинальным сценарием Дэвида Шоу, который впоследствии был сильно изменён — то как выглядит фильм сильно отличается от того, каким он должен был быть, однако продюсеры всё же позволили авторам идти в нужном для сюжета направлении. Благодаря этому мы распродали все 30 тысяч экземпляров первого выпуска».
Кирк Ярвен (англ. Kirk Jarvinen) рисовал первый выпуск, а Гай Барвелл (англ. Guy Burwell) работал над остальными частями. Концовка истории отличается от той, что есть в фильме, и судьбы некоторых героев также изменены.
После выпуска этой серии, издательство планировало выпустить несколько мини-серий и адаптировать оригинальный фильм — превью обложек первых двух выпусков даже были опубликованы в 4 выпуске «Кожаного лица». Джей-Джей Бёрча (англ. J. J. Birch), Тим Виджил (англ. Tim Vigil) и Вэл Майерик (англ. Val Mayerik) придумали сюжет серий «Архивы Техасской резни» (англ. The Texas Chainsaw Massacre Portfolio), а «Кожаное лицо: Специальный выпуск» (англ. Leatherface: Special) был написан Майкомом Бэйроном (англ. Mike Baron) и рассказывающий о детстве маньяка, однако все эти проекты пришлось отменить.

### Topps
В 1995 году издательство «Topps» выпускает мини-серию из 3 выпусков под названием «Джейсон против Кожаного лица» (англ. Jason vs. Leatherface), в которой Хрустальное озеро по решению властей становится местом для строительства офиса. Маньяка Джейсона Вурхиза вместе с отходами случайно запирают в контейнере, откуда он благополучно сбегает, встретившись с Сойерами — семейством маньяков-каннибалов, самый известный из которых убийца по кличке Кожаное лицо.

### Avatar Press
В 2005—2006 годах издательство «Avatar Press» начало публиковать серию комиксов, которые продолжали мифологию ремейка 2003 года, но являлись предысторией тех событий. По традиции издательства, для комиксов было разработано несколько вариантов обложек для каждого из номеров серии. Всего было издано 5 выпусков.
Первым в апреле 2005 года вышел «Специальный выпуск» (англ. Special), действие которого происходило за год до событий ремейка. В центре сюжета оказываются несколько сбежавших из тюрьмы преступников и их подруги, встретившиеся с Хьюиттами на пустынных дорогах Фуллера.
В мае-июне 2006 года начинается выпуск мини-серии «Мясорубка» (англ. The Grind) из трёх выпусков. На этот раз, жертвами маньяков становятся девочки из церковного хора, чей автобус сломался неподалёку от фермы Хьюиттов.
В последнем выпуске от «Avatar» под названием «Книга страха» (англ. Fear Book), опубликованном в июне 2006, сюжет приближается к классической концепции сериала, где главными героями становится группа молодых людей.

### Wildstorm
После того, как «Avatar» теряет права на выпуск комиксов студии «New Line Cinema», «WildStorm» начинает работу над серией-продолжением ремейка 2003 года. Всего за 2006—2007 года вышло 13 выпусков.
События первой серии, получившей название «Техасская резня бензопилой» (англ. Texas Chainsaw Massacre), происходят год спустя после фильма: у Кожаного лица отрублена рука, Эрин помещена в психиатрическую клинику, а ФБР начинает серьёзное расследование событий в Техасе. Среди агентов — дядя героини фильма (девочки по имени Пеппер), который начинает копать под Хьюиттов. В центре внимание две группы героев — агенты ФБР под руководством агента Хупера и теле-журналистка по имени Ким Бёрнс, взявшиеся всерьёз за расследование событий в Фуллере, штат Техас.
Позже издательство начало выпуск отдельных историй и мини-серий:
- Снято! / Cut (1 выпуск)
- История одного мальчика / About a Boy (1 выпуск) о детстве Кожаного лица
- Хойт собственной персоной / Hoyt by Himself (1 выпуск) история о жизни Хойта
- Воспитывая Каина / Raising Cain (3 выпуска)

В сентябре выходит специальный выпуск «Страшилки Нью-Лайн-Синема» (англ. New Line Cinema’s Tales of Horror), состоящий из двух историй о легендарных маньяках: Фредди Крюгере и Кожаном лице. Сценарий написали Кристос Гейдж (англ. Christos Gage) и Питер Миллиган (англ. Peter Milligan); художником стали Стефано Рафаэли (англ. Stefano Raffaele) и Том Фистер (англ. Tom Feister); обложка разработана Дэриком Робертсоном (англ. Darick Robertson). В первой истории Крюгер пытается узнать, кем является маньяк из Спрингвуда, отнимающий у повелителя снов его жертв. Вторая же часть под названием «Техасский продавец бензопил» рассказывает о продавце Тоубе Харрисе, он появляется на пороге трейлера Люды Мэй и пытается продать женщине новейшую модель.

## Продукция

Обложка издания игры.

### Видео-игры
В 1983 году компания «VSS, Inc.» выпустила для платформы «Atari 2600» игру «The Texas Chainsaw Massacre» разработанную студией «Wizard Video Games» по мотивам классической ленты Хупера. Игра получила широкий резонанс, так как в то время считалось, что компьютерные игры для детей, а данный релиз явно не подходил молодой аудитории — игрок управляет маньяком по кличке Кожаное лицо, уничтожая всё и всех, что попадается на его пути. Кожаное лицо использует своё фирменное оружие — бензопилу. Основная цель — преследование случайных жертв и их убийство. Игрок должен избегать встреч с препятствиями в виде коровьих черепов, инвалидного кресла, заборов и ограждений. Некоторые заборы можно разрушать при помощи бензопилы. За каждого убитого чужака игрок получает 1 000 баллов, а за каждые 5 000 баллов — галлон топлива для бензопилы. Когда у игрока заканчивается топливо, жертвы могут напасть на Кожаное лицо.
Это привело к тому, что многие сети магазинов отказались продавать игру.
В 2006 компания «HeroCraft» выпустила одноимённую игру для мобильных телефонов по мотивам ремейка и приквела. Игроку также предложено управлять Кожаным лицом, истребляя попавшихся под его руку местных жителей.
15 сентября 2017 года Кожаное лицо был добавлен в игру Dead by Daylight в качестве одного из играбельных персонажей — убийц.

### Книга
В 2003 году в свет вышел роман «Техасская резня бензопилой», написанный Стивеном Хэндом (англ. Stephen Hand) по мотивам оригинального сценария ремейка и содержащий много сцен, не попавших в финальную сцену. Некоторые отснятые сцены можно найти на коллекционном издании фильма «Platinum Series Edition», включая альтернативные начало и конец фильма.

### Документальные проекты
В 1988 году был выпущен документальный фильм «The Texas Chainsaw Massacre: A Family Portrait». В 2000 году вышел документальный фильм «Texas Chainsaw Massacre: The Shocking Truth», снятый режиссёром Дэвидом Грегори, а в 2006 — «Flesh Wounds: Seven Stories Of The Saw» Майкла Фельшера. Передача «E! True Hollywood Story» также посвятила франшизе выпуск от 1 октября 2006 года.
Кроме того, несколько документальных фильмов вышло в качестве дополнительных материалов на DVD и Blu-Ray-изданиях фильмов: «Chainsaw Redux: Making A Massacre» и «Down To The Bone: Anatomy Of A Prequel» о ремейке и его приквеле, а также «It Runs In The Family» и «The Saw Is Family: Making Leatherface» о создании фильмов «Техасская резня бензопилой 2» и «Кожаное лицо: Техасская резня бензопилой 3», соответственно.
В 2009 году вышел комикс под названием «South Texas Blues» о съёмках фильма Тоуба Хупера 1974 года.

### Игрушки
После выхода ремейка «McFarlane Toys» в серии «Movie Maniacs 7» выпустила фигурки Эрин, шерифа Хойта, Кожаного лица и старика Монти, а также ещё одну фигурку Кожаного лица в серии «Movie Maniacs». Компания «Sideshow» выпустила куклу Кожаное лицо. Компания «Mezco Toyz» выпустила диораму убийства Моргана в серии «Cinema of Fear 2».
Компания «NECA» выпустила диораму со сценой убийства Эрика Кожаным лицом на разделочном столе в серии «New Line Cinema’s House of Horror» в 2006 году, а также фигурку Кожаного лица в серии «Cult Classics Hall of Fame: Series 2» в 2007 году.

## Комментарии
1. ↑  Фильм является прямым продолжением к оригинальному фильму, однако, как подметил сценарист Федерико Альварес, не вычёркивает из канона события первых трёх сиквелов[3][4].